# Alderney-i font
Az alderney-i font (angolul: Alderney pound) Alderney szigetének törvényes pénzneme, mely az angol fonttal egyenlő értékű. A közforgalomban brit és guernsey-i font bankjegyek és érmék találhatók, azonban a nyári turistaszezon során jersey-i, skót, man szigeti és északír pénzek is előfordulnak.
Alderney nem bocsát ki saját bankjegyeket, érméket is csak a gyűjtők számára, melyek közforgalomba nem kerülnek. Alkalmanként £1, £2 és £5 névértékű emlékérméket is kiadnak.